# Jelgava Palads
Jelgava Palads (lettisk: Jelgavas pils) eller tidligere Mitau Palads er det største barokke palads i Baltikum. Det blev opført i det 18. århundrede efter tegninger udført af Bartolomeo Rastrelli som residens for hertugerne af Kurland i hovedstaden Mitau, som i dag befinder sig i Letland. Hertugerne af Kurland havde også sommerresidensen Rundāle Palads tegnet af Rastrelli.

## Historie
Slottet blev grundlagt af Ernst Johann von Biron på en ø mellem Lielupefloden og dens sidefloder i 1738. Stedet hvor paladset står havde før været bebygget af de tidligere hertuger af Kurland – Kettlerdynastiet. Forud for dette stod hér også en middelalderlig borg, der tilhørte den Tyske Orden.
Efter Biron var faldet i unåde i 1740, blev alt byggeri stoppes, selvom taget af slottet endnu ikke var afsluttet. Arbejdet blev genoptaget efter Birons tilbagevenden fra eksil i 1763. Udover Rastrelli, der med sin afdøde mæcen Elisabeth af Rusland mistede forretninger i Sankt Petersborg, deltog den danske arkitekt Severin Jensen i projektet, hvilket giver slottet et strejf af klassicisme.
Efter opførelsen blev færdiggjort i 1772 boede hertugen i paladset i en kort periode på seks måneder. I 1779 var hans efterfølger, Peter von Biron, vært for den berømte eventyrer Alessandro Cagliostro i slottet. Efter Kurland blev absorberet af det Russiske Kejserrige i 1795, fungerede slottet som et tilflugtssted for de franske adelige på flugt fra den franske revolution. Ludvig 18. af Frankrig og hans familie boede på slottet mellem 1797 og 1801. Det var her hans søn Louis Antoine, hertug af Angôuleme blev gift med Ludvig 16.'s datter Marie Thérèse Charlotte i 1799.
Det indvendige udsmykning af slottet blev ødelagt i 1918, da det blev plyndret og brændt af Den Hvide Hær på tilbagetog under kommando af Pavel Bermondt-Avalov. Slottet led også alvorlig skade under 2. verdenskrig i slag der foregik i 1944. Et restaureringsprojekt fandt sted i 1956–64, men det påvirkede ikke interiøret. Lettiske Landbrugsuniversitet har haft til huse i slottet, da den sovjetiske periode.

## Arkitektur
Jelgava Palads betragtes ikke som en af Rastrellis bedre værker. Kritikere noterer kedeligt facadedesign, som mangler rytmisk mangfoldighed og plastisk rigdom, som karakteriserer Rastrellis værker fra Kejserinde Elizabeths periode. Ydermere og atypisk for Rastrelli, så har slottet ikkeen park; ej heller er paradegården lukket, den snarere ser mod byens panorama i stedet. Oprindeligt bestod paladset af to fløje forbundet til hovedbygningen i en u-form. I 1937 blev en fjerde bygning tilføjet som effektivt lukker omkredsen.
Funktioner af særlig historisk betydning omfatter gravkapelet for hertugerne af Kurland i den sydøstlige kælder. Alle hertugerne af Kurland fra Kettler- og Bironhuset blev begravet der mellem 1569 til 1791. Rummene indeholder 21 sarkofager og ni trækister. Krypten blev flyttet til slottet i 1819.